# Chiến tranh Vệ quốc Vĩ đại
Thuật ngữ Chiến tranh Vệ quốc vĩ đại được phổ biến tại Nga và một số quốc gia thuộc khối Liên Xô cũ để chỉ một phần của cuộc Chiến tranh thế giới thứ hai kể từ 22 tháng 6 năm 1941 đến 9 tháng 5 năm 1945 chống lại Đức Quốc xã và các đồng minh ở Mặt trận Phía đông (châu Âu). Thuật ngữ này ít được dùng bên ngoài khối Liên Xô cũ (xem Chiến tranh Xô - Đức). Đó là một thuật ngữ biểu trưng cho tình cảm ái quốc. Đây là cuộc xung đột vũ trang lớn nhất trong lịch sử loài người. Tuỳ từng thời điểm, đã có từ 8 triệu đến 12,8 triệu quân chiến đấu ở cả hai bên, có từ 5.700 đến 20.000 xe tăng và pháo tự hành, từ 84.000 đến 163.000 đại bác và súng cối, từ 6.500 đến 18.800 nghìn máy bay được 2 bên sử dụng. Trong gần 4 năm, mặt trận Xô-Đức đã thu hút phần lớn lực lượng của Đức Quốc xã. Khoảng từ 190 đến 270 sư đoàn khối phát xít, tức là hơn 3/4 tổng số quân, đã đồng thời tham chiến ở mặt trận này. Ở mặt trận này, quân đội của Đức và đồng minh đã bị tiêu diệt 607 sư đoàn cùng với hơn 75% vũ khí và trang thiết bị quân sự. Tổng số thương vong của quân đội Đức trong Thế chiến II là 13,4 triệu quân thì có 10 triệu là ở mặt trận Xô-Đức.
Về phía Liên Xô, 8,6 triệu binh sĩ Xô Viết đã chết, trong đó gần 3 triệu người chết trong trại tù binh của Đức. Nếu tính cả 18 triệu thường dân chết thì Liên Xô đã mất tổng cộng 26,6 triệu người.

## Tên gọi
- tiếng Nga: Великая Отечественная война
- tiếng Ukraina: Велика Вітчизняна війна'
- tiếng Belarus: Вялікая Айчынная вайна
- tiếng Uzbek: Улуғ Ватан уруши
- tiếng Kazakh: Ұлы Отан соғысы
- tiếng Gruzia: დიდი სამამულო ომი
- tiếng Azerbaijani: Бөјүк Вәтән мүһарибәси
- tiếng Litva: Didysis Tėvynės karas
- tiếng Romania: Мареле Рэзбой пентру апэраря Патрией
- tiếng Latvia: Lielais Tēvijas karš
- tiếng Kyrgyz: Улуу Ата Мекендик согуш
- tiếng Tajik: Ҷанги Бузурги Ватанӣ
- tiếng Armenia: Մեծ Հայրենական պատերազմ
- tiếng Turkmen: Бейик Ватанчылык уршы
- tiếng Estonia: Suur Isamaasõda
- tiếng Tatar: Бөек Ватан сугышы)

## Giải thích
Thuật ngữ này khác với các thuật ngữ Chiến tranh thế giới II hay Chiến tranh thế giới lần thứ hai ở chỗ thuật ngữ của người Nga chỉ nói tới cuộc chiến giữa Đức và các đồng minh châu Âu của nó với Liên Xô. Thuật ngữ này không đề cập tới Chiến tranh Thái Bình Dương với Nhật Bản (bao gồm Chiến dịch Mãn Châu năm 1945) và cuộc chiến ở mặt trận phía Tây. Nó cũng không bao trùm các cuộc tấn công của Liên Xô vào năm 1939 vào Ba Lan và Phần Lan.
Thuật ngữ được nghĩ ra sau cuộc tấn công của quân Đức vào Liên Xô ngày 22 tháng 6 năm 1941 và được dùng với mục đích thúc giục toàn dân bảo vệ Tổ quốc Xô viết và đánh đuổi quân xâm lược. Trước đó, thuật ngữ Chiến tranh Vệ quốc chỉ cuộc xâm lược Nga của quân Pháp dưới thời Napoleon I, ngày nay cuộc chiến đó được biết đến với tên gọi Chiến tranh Ái quốc năm 1812.
Thuật ngữ Chiến tranh Vệ quốc Vĩ đại xuất hiện trên nhật báo Xô viết Pravda (Sự thật) ngay sau khi Đức Quốc xã xâm nhập Liên Xô, trong một bài báo dài có tiêu đề "Cuộc chiến tranh Vệ quốc vĩ đại của nhân dân Xô viết" (Velikaya Otechestvennaya voyna sovetskogo naroda). Trong thời kỳ xung đột, Liên Xô đã tạo ra huân chương Chiến tranh Vệ quốc để trao tặng cho các hành động anh hùng.